# Frente Popular para la Liberación del Golfo Pérsico Ocupado
El Frente Popular para la Liberación del Golfo Pérsico Ocupado  (en árabe: الجبهة الشعبية لتحرير الخليج العربي المحتل, cuyas siglas son PFLOAG), más tarde rebautizado como el Frente Popular para la Liberación de Omán y el Golfo Pérsico (en árabe: الجبهة الشعبية لتحرير عُمان والخليج العربي), fue un grupo guerrillero revolucionario, de ideología marxista y panarabista. Fue fundado en 1968, como sucesor del Frente de Liberación Dhofar. Teniendo relaciones cercanas con el gobierno de Yemen del Sur, el PFLOAG estableció una base allí. Con el apoyo de ese país, el PFLOAG fue capaz de controlar grandes secciones en la zona oeste de Dhofar. A partir de agosto de 1969, el PFLOAG capturó la ciudad de Rakhyut.
En 1974 la organización fue dividida a dos cuerpos separados: el Frente Popular para la Liberación de Omán y el Frente Popular para la Liberación de Baréin. Las operaciones del grupo guerrillero estaba en su apogeo durante la Guerra de Dhofar en Omán.